# Florencio Sanz Esparza
Florencio Sanz Esparza CM (* 23. Februar 1890 in Vilanova de Arousa, Provinz Pontevedra; † 27. Dezember 1987) war ein spanischer Ordensgeistlicher und römisch-katholischer Bischof von Cuttack.

## Leben
Florencio Sanz Esparza trat der Gesellschaft apostolischen Lebens der Lazaristen bei und empfing am 27. September 1914 das Sakrament der Priesterweihe.
Am 11. November 1932 wurde er zum Superior der damaligen Mission sui juris von Cuttack ernannt.
Mit der Erhebung der Mission sui juris zum Bistum durch die Apostolische Konstitution Si catholicum nomen von Papst Pius XI. wurde Florencio Sanz Esparza am 14. Juni 1938 zum Bischof der neu entstandenen Diözese ernannt. Die Bischofsweihe spendete ihm am 1. Januar 1939 der Apostolische Nuntius in Spanien, Erzbischof Gaetano Cicognani; Mitkonsekratoren waren der Bischof von Segovia, Luciano Pérez Platero, und der Bischof von Pamplona, Marcelino Olaechea Loizaga SDB.
Florencio Sanz Esparza blieb bis zu seiner Emeritierung am 4. März 1948 als Bischof von Cuttack im Amt. Als emeritierter Bischof war er Titularbischof von Chrysopolis in Macedonia.